# Furcy de Lavault
Furcy de Lavault (né le 4 mars 1847 à Saint-Genis-de-Saintonge et mort le 13 février 1915 à Clérac) est un artiste peintre français.

## Biographie
Thibule Marie Furcy de Lavault est le fils de Charles-Eugène Delavault, ferblantier, et de Marie-Louise Prévaud, lingère. Jeune, il apprend le dessin au collège de Saintes et débute dans la peinture en bâtiment. À l'âge de 17 ans, atteint de saturnisme, il se serait tourné vers la peinture de chevalet, après avoir été initié par Savarin, peintre bordelais.

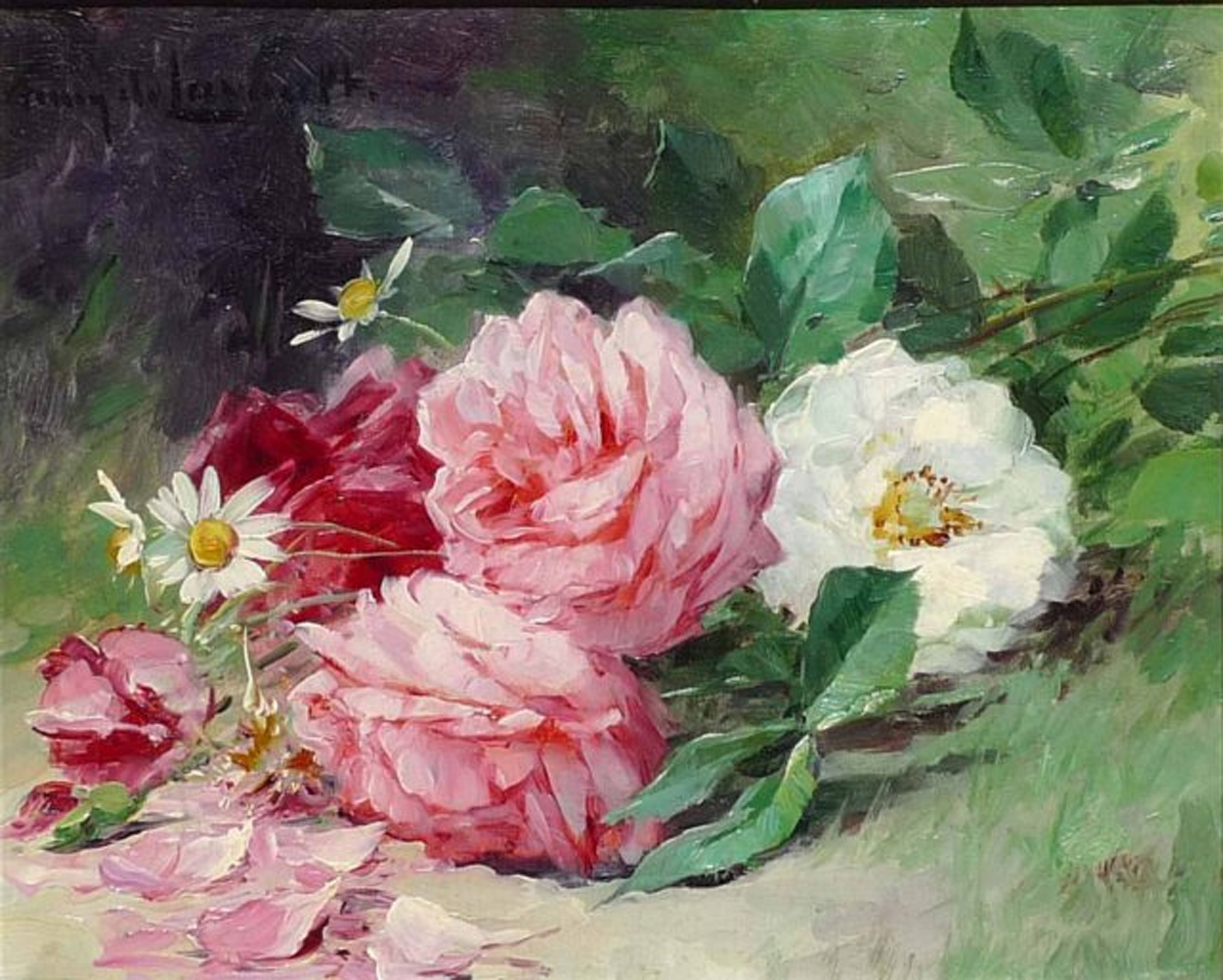
Nature morte avec des roses.

Lors de son acte de mariage, le 7 juillet 1868 à Jonzac, avec Marie-Louise-Cloé Bardet, il indique qu’il exerce alors la profession de « peintre décorateur ».
Furcy de Lavault commença sa carrière comme portraitiste. Il se spécialise par la suite comme peintre de fleurs. La carrière artistique de Furcy de Lavault débute vraiment dans les années 1870, avec des expositions à Bordeaux dès 1874. Dans les premières années, il présente essentiellement des paysages et quelques natures mortes. À partir de 1880, il oriente résolument sa production vers les natures mortes florales, un genre dans lequel il se distingue par une virtuosité remarquable. Son travail, très apprécié pour la finesse du dessin, la richesse de la matière picturale et le choix audacieux des couleurs, lui vaut une notoriété croissante.
Sa participation au Salon de Paris et à de nombreux salons régionaux (Amiens, Angers, Angoulême, Arcachon, Besançon, Bordeaux, Boulogne-sur-Mer, Chalon, Chaumont, Cherbourg, Cognac, Dijon, Douai/Cambrai, Dunkerque, Epinal, Evreux, Le Havre, Laval, Lyon, Montaubon, Moulin, Nantes, Nîmes, Niort, Pau, Perpignan, Poitiers, Reims, Rochefort, La Rochelle, Roubaix-Tourcoing, Rouen, Saintes et Tours) est régulière à partir des années 1880. Il obtient notamment une mention honorable au Salon de Paris de 1888 pour Fleurs et Fruits, acquis la même année par le musée de Cambrai, ainsi qu’une médaille d’or en 1882 à Niort pour Fleurs d'avril et une médaille d’or en 1892 à Tours pour Roses et glaieuls. Il est également membre de jurys d'expositions importantes, comme la commission des expositions rétrospectives de l’Art Français à l’Exposition Universelle de 1900.
En 1882, Furcy de Lavault est nommé conservateur du musée de peinture de La Rochelle, succédant à Édouard Pinel. Il occupe ce poste pendant trente ans, enrichissant notablement les collections malgré des moyens très limités et des conditions de conservation parfois déplorables. Il milite activement pour la modernisation des équipements du musée et la reconnaissance de ses fonctions. En parallèle, il est professeur de dessin à l’École municipale Nicolas Venette, où il contribue à la formation artistique de nombreux jeunes.
En avril 1912, il abandonne ses occupations publiques et préfère quitter La Rochelle et s'installer près de son fils, Gaston, qui réside au château de Callières à Clérac (Charente-Maritime). Il y fait construire une maison baptisée opportunément « Mon repos » où il décède le 13 février 1915.
Furcy de Lavault laisse une œuvre importante, principalement centrée sur les compositions florales, souvent de grand format, destinées aux Salons, mais aussi sur des toiles plus petites, conçues pour la décoration intérieure. Il a également peint des paysages, souvent inspirés de sa région natale ou de la côte vendéenne, et quelques scènes de genre. Ses œuvres témoignent d’une grande maîtrise technique, combinant empâtements, glacis et jeux subtils de lumière. L'œuvre de Furcy de Lavault comprend plus de 370 tableaux avec une iconographie connue pour au moins 277 d'entre eux.
Redécouvert bien après sa mort, Furcy de Lavault apparaît aujourd’hui comme un représentant talentueux d’un art décoratif et sensible, profondément enraciné dans la tradition picturale française du XIXe siècle.

## Œuvres dans les collections publiques

### La Rochelle,musée des Beaux-Arts de La Rochelle
- Fleurs printanières, huile sur toile (200 × 120 cm). (Inv. MAH.1888.1.1)[11].
- Nature morte, œufs sur le plat, huile sur toile (60 × 81 cm). (Inv. MAH.2011.0.194)[12].
- Tour de la chaîne et barques de pêche (1898), aquarelle (28,6 × 22,1 cm). (Inv. MAH.1939.46.1)[13].
- Marine (1882), huile sur toile (35,3 × 54,8 cm). (Inv. MAH.1989.2.1)[14].
- Le Quai Valin et le bassin des chalutiers (1889), huile sur toile (42 × 60 cm). (Inv. MAH.2014.10.1)[15].
- Enfant partant à la pêche à la crevette, aquarelle (52 × 37 cm). (Inv. MAH.1989.4.1)[16].
- Vide poche avec vue du port de La Rochelle depuis le mail, faïence (26 × 26 cm). (Inv. MAH.2012.5.1)[17].

### Saintes,musée de l'Échevinage de Saintes
- Roses trémières, huile sur toile (81,5 × 45,5 cm). (Inv. 886.6.1B).
- La prière, huile sur toile (55 × 45,5 cm). (Inv. 987.7.8 B).
- Autoportrait jeune (1877), huile sur toile (72 × 60 cm). (Inv. 987.7.1 B).
- Autoportrait à la palette (1896), huile sur toile (100 × 73 cm). (Inv. 1987.7.2 B)[18].
- Autoportrait âgé (1900), huile sur toile (53 × 43,5 cm). (Inv. 987.7.3 B).
- Deux bergères, huile sur toile (92 × 72 cm). (Inv. 987.7.7 B).
- Intérieur du musée de La Rochelle, huile sur toile non signée (84,5 × 67,5 cm). (Inv. 987.7.4 B)[19].
- Nature morte aux harengs, huile sur toile (46,5 × 61 cm). (Inv. 1987.7.5).
- Chrysanthèmes, huile sur toile (65 × 100 cm). (Inv. 890.3.1).
- Paysage, bord de mer à Angoulins, huile sur toile (50 × 73,5 cm). (Inv. 987.7.6 B).
- Jardinière décorée de plaques de porcelaine peintes, quatre grisailles à l'huile sur porcelaine (35 x 48,5 x 28 cm).

### Barbezieux-Saint-Hilaire, musée Louis Gétraud
- Oiseaux, aquarelle sur papier (27,7 × 21,8 cm). (Inv. 52)[P 1].
- Roses, huile sur toile (98 × 63 cm). (Inv. 28)[P 2].
- Pivoines, huile sur toile (97,5 × 63 cm). (Inv. 24)[P 3].
- Lilas et iris, huile sur toile (87 × 128,6 cm). (Inv. 46)[P 4].
- Chrysanthèmes, huile sur toile (63,5 × 98,6 cm). (Inv. 39)[P 5].
- Port de la Rochelle, huile sur toile. Tableau spolié, rendu en 1961 (no. de classement: 7552, no. OBIP: 32.490) puis égaré avant 1981[20].
- Marne, huile sur toile. Tableau spolié, rendu en 1961 (no. de classement: 7553, no. OBIP: 32.490) puis égaré avant 1981[21].
- Roses jaunes et bleuets, huile sur toile. Tableau spolié, rendu en 1961 (no. de classement: 5145, no. OBIP: 32.490) puis égaré avant 1981[22].

### Cognac,musée d'Art et d'Histoire de Cognac
- Fleurs d'été, huile sur toile (300 × 225 cm). (Inv. 892.14.1, Identifiant national M0822000223).

### Jonzac, salle des mariages du Château
- Les fleurs coupées, huile sur toile (180 × 230 cm)[P 6].

### Rochefort,musée Hèbre de Saint-Clément
- Chemin sous bois, huile sur toile (100 × 140 cm). (Inv. 81, Identifiant national M0830011461).
- Nature morte aux canards, huile sur toile (114 × 180 cm). (Inv. 82, Identifiant national M0830011462).

### Poitiers,musée Sainte-Croix
- Matinée de septembre en Saintonge (1899), huile sur toile (89,1 × 130,2 cm). (Inv. 945.2.6)[23].

### Cambrai,musée de Cambrai
- Brouette de fleurs et panier de  fruits (1888), huile sur toile (155 × 236 cm)[5].

### Pau,musée des Beaux-Arts de Pau
- Grenades et chrysanthèmes (1880), huile sur toile (66 × 101 cm). (Inv. 881.1.5)[J 1]. Volé le 17 mai 2011[24].